# Leptosolena haenkei
Leptosolena haenkei är en enhjärtbladig växtart som beskrevs av Karel Presl. Leptosolena haenkei ingår i släktet Leptosolena och familjen Zingiberaceae. Inga underarter finns listade i Catalogue of Life.